# Open-Xchange
La société Open-Xchange développe et commercialise la solution collaborative Open-Xchange (OX). Elle est implantée en Allemagne (Nuremberg, Cologne, Hambourg), mais également aux USA, au Japon, en France, Finlande, Italie, Espagne.
La solution Open Xchange propose un environnement collaboratif intégré proposant dans une interface web unifiée une suite collaborative, une suite de communication et une suite office

## Historique
La société a commencé par le développement d’une distribution Linux orientée groupware, se voulant être une alternative libre à Microsoft Exchange. Cette solution se nommait SLOX, SUSE Linux Open Xchange, une version OEM de Linux Suse.
En 2006, la société 1&1 a sous-traité à Open Xchange le développement d’une suite collaborative pouvant être déployée à ses utilisateurs en tant que service.
En 2012, les membres de la société OpenOffice basée à Hambourg ont rejoint l’équipe Open Xchange pour concevoir en repartant de zéro une suite bureautique cloud basée sur HTML5 et Javascript.
En 2013, Open Xchange a publié OX App Suite, une suite collaborative offrant une expérience utilisateur cohérente quels que soient le module et le terminal utilisé, permettant d’accéder à toute la suite collaborative et lire, modifier et écrire toutes les données de l’entreprise, y compris les documents, grâce à OX Documents, développé par les anciens d’OpenOffice.
Aujourd’hui App Suite est utilisé par plus de 100 fournisseurs d’accès, fournisseurs de solutions Cloud et opérateurs télécom, pour un total plus de 180 millions d’utilisateurs, chez des clients tels que 1&1, Orange, Network Solution Secure Mail, Namecheap Hosting, Mailbox.org, 123-reg email, Acens Correo Professional, Home.pl Cloud email Xchange, Ziggo Mail, etc.
Open Xchange App Suite est également disponible pour les installations sur site.
En mars 2015, Open Xchange a annoncé une fusion avec les éditeurs Dovecot (qui détient 57 % du marché des serveurs POP/IMAP) et PowerDNS (spécialisé dans les serveurs DNSSEC). Open Xchange est aujourd’hui éditeur logiciel pour cloud Open Source, vers les fournisseurs d’accès internet, les opérateurs télécom, les entreprises privées, gouvernements et collectivités.

## Vue d’ensemble
OX App Suite propose une suite d’applications destinée à la gestion des emails, contacts, rendez-vous, documents et médias.
La solution est utilisable sur tout terminal tels qu’ordinateurs de bureaux, portables, tablettes, smartphones, etc.
L’intégration de fonctionnalités sociales pour Facebook, Linkedin, Twitter, etc. permet de partager certains contenus tout en gardant les données privées en sécurité.
Open Xchange propose une suite bureautique OX Office basée sur les technologies web (HTML5 et Javascript) avec OX texte et OX tableur. Une des caractéristiques clés de OX Office est une gestion non destructive des formats Microsoft Office, OpenOffice et Libreoffice, ainsi que des documents XML. Ceux-ci peuvent être parfaitement lus, édités et modifiés sans destruction ni corruption.
La suite intègre également OX Viewer qui peut lire sans plugin les formats les plus répandus (tels que .pdf .docx, .doc, .rtf, .pptx, .ppt, .xlsx, xls,.odt, .ods, .odp, .odg).
En février 2014, Open Xchange ajoute OX Drive à App Suite, permettant la synchronisation des fichiers, et la collaboration native quel que soit le navigateur ou le terminal mobile utilisé.
En septembre 2014, OX Guard est intégré à la suite afin de proposer une brique de sécurité native à la messagerie, permettant de signer/chiffrer les mails de façon simple pour les utilisateurs, via la technologie PGP intégrée dans OX. En juillet 2015, PGP a annoncé son soutien à OX Guard.
OX a développé, en partenariat avec la société Summa, la solution OX Messenger, une solution de chat, voix, et visioconférence sécurisée en mode peer-to-peer. OX Messenger a été intégré à la solution OX App Suite

## Technologies
OX App Suite se compose d’un moteur Java et d’une interface en Javascript.
Le moteur (backend) est basé sur les faisceaux OSGi, il est modulaire et extensible. Il fournit de nombreuses solutions d’interfaçage via une API, des interfaces spécialisées comme CalDAV. Le backend est construit autour de composants open source tel que Linux, Apache http server, MySQL. Open Xchange peut être déployée comme une seule instance ou séparée en plusieurs services redondants. Contrairement à d’autres solutions, Open Xchange offre la possibilité de choisir son serveur de messagerie. Le choix par défaut est Dovecot.
L’interface (frontend) est basée sur HTML5, et utilise Javascript pour effectuer des appels asynchrones légers. Le système est construit autour de jQuery, underscore.js et est rendu modulaire en utilisant un système dérivé de require.js
Les utilisateurs peuvent utiliser comme interface alternative Mozilla Thunderbird, Microsoft Outlook ou encore eM Client pour se connecter au moteur.

## Disponibilité
OX App suite peut être téléchargé pour évaluation et utilisation sans support technique. Pour obtenir du support et aux modules avec une licence tierce, comme le connecteur Outlook ou Activesync, les utilisateurs doivent acheter une licence.

## Licence
L'intergiciel (middleware) et le code de l'interface (frontend) sont distribué sous la AGPL version 3 ou ultérieure. Ces licences permettent une utilisation sans paiement, y compris dans les environnements commerciaux.

## Vue d’ensemble des fonctionnalités
- Email
- Calendrier
- Contacts
- Tâches
- Traitement de texte
- Tableur
- Viewer de documents
- Drive pour le stockage de fichiers
- Portail
- Intégration de widget
- Messagerie instantanée
- Visioconférence
- API Java
- Interface WebDAV
- Synchronisation CardDAV, CalDAV
- Import des formats CSV, iCal, vCard
- Gestion des comptes emails externes (ex : gmail, yahoo, etc.)
- Panneau de contrôle

## Les concurrents
- Libres : phpGroupWare, eGroupWare, Zimbra, OBM,SOGo
- Propriétaire : Lotus Notes, Novell GroupWise, Microsoft Exchange Server